# Podturen
Podturen – wieś w Chorwacji, w żupanii medzimurskiej, w gminie Podturen. W 2011 roku liczyła 1365 mieszkańców.